# 1169 Alwine
Alwine (asteróide 1169) é um asteróide da cintura principal, a 1,9620888 UA. Possui uma excentricidade de 0,1538668 e um período orbital de 1 289,75 dias (3,53 anos).
Alwine tem uma velocidade orbital média de 19,55927632 km/s e uma inclinação de 4,04598º.
Esse asteróide foi descoberto em 30 de Agosto de 1930 por Max Wolf, Mario Ferrero.